# Burgred
Burgred, Burhred o Burghred fou rei de Mèrcia (852-874). Burgred es convertí en rei de Mèrcia el 852, Possiblement emparentat amb el seu predecessor Beorhtwulf. Després de la Pasqua del 853, Burgred es casà amb Æthelswith, filla d'Æthelwulf, rei dels saxons occidentals. El matrimoni es va celebrar a la vila reial de Chippenham a Wessex.
El 853 Burgred va enviar missatgers al seu sogre, Æthelwulf de Wessex, perquè l'ajudés a subjugar als gal·lesos, que vivien entre Mèrcia i el mar occidental (mar d'Irlanda), ja que es rebel·laven contra el seu domini. Immediatament el Rei Æthelwulf traslladà el seu exèrcit i avançà amb Burgred contra els gal·lesos. Envaïren el seu territori i els subjugaren a Burgred.
Dotze anys després de l'èxit de Burgred contra els gal·lesos, el 865, va arribar el gran exèrcit pagà. Després de les seves reeixides campanyes contra l'Ànglia de l'Est i Northúmbria avançaren travessant Mèrcia i arribant a Nottingham el 867. Burgred llavors va apel·lar als seus cunyats el rei Ethelred de Wessex i Alfred perquè l'ajudessin en la contesa. Els exèrcits de Wessex i Mèrcia no plantejaren cap lluita seriosa. El 874 l'avanç dels vikings des de Lindsey cap a Repton i el saqueig de Tamworth, va fer que Burgred marxés del seu regne.
Després de la fugida de Burgred, els vikings nomenaren el merci Ceolwulf perquè el substituís, exigint-li juraments de lleialtat. Burgred es retirà a Roma i va morir allí. Va ser enterrat, segons la Crònica anglosaxona, a l'església de Santa Maria, a l'escola de la nació anglesa (ara Santo Spirito in Sassia) a Roma.
Segueixen apareixent monedes del regnat de Burgred principalment trobades de forma disseminada però també s'han trobat en acumulades en dos tresors. El 1998 la Unitat d'Arqueologia de Camp de la Universitat de Birmingham va trobar un tresor de Burgred, a prop del castell de Banbury. El desembre del 2003 es trobaren monedes de plata de Burgred en un lloc de Yorkshire, que podria ser el primer enterrament reial en vaixell viking a Anglaterra.